# Номальо
Нома̀льо (на италиански: Nomaglio; на пиемонтски: Nomaj, Номай) е село и община в Метрополен град Торино, регион Пиемонт, Северна Италия. Разположено е на 575 m надморска височина. Към 1 януари 2020 г. населението на общината е 295 души, от които 18 са чужди граждани.